# Liste der Kinos im Bezirk Lichtenberg
Die Liste der Kinos im Bezirk Lichtenberg gibt eine Übersicht aller Kinos, die im Berliner Bezirk Lichtenberg existiert haben oder noch existieren. Sie umfasst die seit der Verwaltungsreform 2001 zum Bezirk gehörenden Ortsteile Alt-Hohenschönhausen, Falkenberg, Fennpfuhl, Friedrichsfelde, Karlshorst, (Alt-)Lichtenberg, Malchow, Neu-Hohenschönhausen, Rummelsburg und Wartenberg. Die Zusammenstellung basiert auf verschiedenen Quellen, darunter Berliner Adress- und Telefonbüchern, Tageszeitungen, Angaben des Kino-Wikis.

## Einleitung
Die nachfolgende Übersicht orientiert sich an den mit der Bezirksreform des Jahres 2001 festgelegten Bezirksgrenzen. Die bis 1979 zum Bezirk Lichtenberg und jetzt zum Bezirk Marzahn-Hellersdorf gehörenden Ortsteile Marzahn, Hellersdorf, Biesdorf, Kaulsdorf und Mahlsdorf sind in der Liste der Kinos im Bezirk Marzahn-Hellersdorf enthalten. Bis 1938 zu Lichtenberg gehörende Bereiche des Ortsteils Friedrichshain sind aus der Liste der Kinos in Berlin-Friedrichshain ersichtlich. – In den Ortsteilen Falkenberg, Fennpfuhl, Malchow und Wartenberg gab und gibt es keine Kinogebäude.
Im Jahr 2016 riefen zwei Initiatorinnen das Filmfestival Stadtlichter (auch als 1. Internationale Lichtenberger Filmnächte bezeichnet) ins Leben, unterstützt vom Bezirksamt. Hierbei finden an sieben verschiedenen Orten des Bezirks Filmvorführungen statt, die die sieben Lichtenberger Partnerstädte zum Inhalt haben. So gab es Ende Mai 2016 im großen Saal des Restaurants Việt Phố im Dong Xuan Center Filme aus Hanois Szenebezirk Hoàn Kiem. Anfang Juni gastierte das Filmfestival im Veranstaltungshaus Heikonaut des Sewanviertels mit Filmen aus dem polnischen Partner-Kreis Hajnówka sowie polnischen Zeichentrickfilmen (Lolek und Bolek). Mitte Juni 2016 waren im Museum Kesselhaus des Krankenhauses Königin Elisabeth Herzberge Filme über die litauische Partnerstadt Jurbarkas zu sehen (unter anderem Too Young to Drive und Fellow Travellers) mit der Möglichkeit, anschließend mit den Regisseuren zu diskutieren.
Lichtenberger Bibliotheken wie die Bodo-Uhse-Bibliothek (Friedrichsfelde), die Anna-Seghers-Bibliothek (Neu-Hohenschönhausen), die Anton-Saefkow-Bibliothek (Fennpfuhl) und die Egon-Erwin-Kisch-Bibliothek (Lichtenberg) zeigen seit einigen Jahren in ihren Räumlichkeiten an ausgewählten Sonnabenden je einen Film. Der Besuch ist kostenlos.
Ein ständig bespieltes Kino gibt es aktuell (Stand: 2017) nur im Ortsteil Neu-Hohenschönhausen.

## Übersicht
Die Vor-Sortierung der Kinos erfolgt nach der zuletzt gültigen Bezeichnung. Sie sind mit den aktuellen Adressen (Stand: Frühjahr 2016) ausgewiesen.
| Name/Lage ggf. Eröffnungsjahr | Adresse                                                                                  | Bestand                     | Beschreibung, ggf. Bild |
| --- | ---------------------------------------------------------------------------------------- | --------------------------- | --- |
| Cinemotion (Lage) | Neu-Hohenschönhausen, Wartenberger Straße 174                                            | seit 1998                   | 2000 Sitzplätze in neun Kinosälen |
| Elite-Theater (1927) (Lage) | Lichtenberg, Frankfurter Allee 244–250                                                   | 1921–1929                   | Das Kino wurde ab 1921 unter dem Namen Lichtspiele Wintergarten in einem 1907 als Kaufhaus errichteten Gebäude betrieben. Kinovorführungen fanden täglich statt. Die Einrichtung verfügte anfangs über 160 Plätze, bis 1929 wurde sie auf 127 verringert. Außerdem gab es wechselnde Eigentümer; nach 1929 wurde die Bespielung aufgegeben. Die Frankfurter Allee erhielt beim Neubau der Lichtenberger Brücke eine etwas nördlichere Lage. Ein Bypass der Straße mit dem im Zweiten Weltkrieg nicht zerstörten Gebäudetrakt (erste Adresse: Hausnummern 161–165) ist erhalten und erhielt neue Hausnummern (244–250). Das ehemalige Kaufhaus bietet seit den 1980er Jahren im Erdgeschoss Platz für einige kleine Ladengeschäfte und in den oberen Etagen für Büros. |
| Emanuel-Lichtspiele (1928), Emig (1917) und weitere wechselnde Namen (Lage) | Rummelsburg, Emanuelstraße 5 Ecke Leopoldstraße                                          | 1917–1945                   | Im Jahr 1917 eröffnet, trug die Einrichtung ihren Namen nach dem Betreiber Karl Emig. Den Namen Emanuel-Lichtspiele erhielt das Kino im Jahr 1928. Zuvor hieß es auch Union-Theater, Union-Lichtspiele und nach dem anderen Zugang Leopold-Lichtspiele. Im Jahr 1941 war es kurzzeitig das Engelmann nach seinem (neuen) Betreiber. Doch im Jahr 1943 wird es im Adressbuch wieder als Emanuel-Lichtspiele ausgewiesen. Die Anzahl der Sitzplätze schwankte im Laufe der Jahre zwischen 140 und 200. Auf der Fläche wurde nach dem Zweiten Weltkrieg ein Wohnhaus errichtet. |
| Film-Palast (Lage) | Rummelsburg, Hauptstraße 2                                                               | 1931–1934                   | In dem bereits früher errichteten Ausflugslokal Café Bellevue am Rande des Rummelsburger Sees gab es für rund drei Jahre ein Kino mit dem Namen Film-Palast Lichtenberg. Das Lokal wurde 1935 abgerissen, eine neue Bebauung an dieser Stelle erfolgte nicht. |
| Gloria-Palast (1930); Königs Festsäle (1910), dann mehrfache Namensänderungen, Offizierskasino der Sowjetarmee (1945), Kreiskulturhaus Lichtenberg (1966), Kulturhaus Karlshorst (1990) (Lage) | Karlshorst, Treskowallee 112 (vor der Umnummerierung Treskowallee 87)                    | 1910–2010                   | Das Kino wurde im Jahr 1910 als Königs Festsäle eröffnet. In dem dreigeschossigen Gebäude befanden sich Wohnungen und seit 1917 ein von Richard Arnhold betriebenes Lichtspieltheater mit wechselnden Namen wie Karlshorster Lichtspiele, Erstes Karlshorster Lichtbildtheater, Karlshorster Film- und Bühnenschau. Zwischen 1930 und 1945 hieß es Gloria-Palast, Kinobesitzer war Lothar Borchert. Der Gebäudekomplex wurde 1945–1966 von der Sowjetarmee als Offizierskasino genutzt. Wahrscheinlich war das Bauwerk in den letzten Kriegstagen stark beschädigt worden und wurde ohne die kleine Kuppel und ohne Fassadenschmuck repariert. Nach dem Rückzug der Armee erhielt der Ost-Berliner Magistrat die Einrichtung zurück und nutzte sie als Kreiskulturhaus Lichtenberg. Nach 1990 bis 2010 war es das Kulturhaus Karlshorst. Seit 2011 ist das frühere Gebäude durch einen Neubaukomplex ohne Kino ersetzt worden. |
| Hohenschönhausener Lichtspiele (Lage) | Alt-Hohenschönhausen, Werneuchener Straße 22                                             | 1943                        | Im Jahr 1943 im Berliner Adressbuch ausgewiesen; weitere Hinweise auf die Existenz eines Kinos an dieser Stelle lassen sich nicht finden. |
| Hohenschönhauser Ton-Lichtspiele (Lage) | Alt-Hohenschönhausen, Konrad-Wolf-Straße 94 (bis 1985: Berliner Straße)                  | 1933–1943                   | Das auf dieser Parzelle vorhandene Gebäude wurde nach 1990 als Geschäfts- und Ärztehaus errichtet (siehe Bild). Das frühere Haus wurde nach Zerstörung im Zweiten Weltkrieg abgeräumt. |
| Jahn-Lichtspiele (Lage) | Rummelsburg, Marktstraße 2/3                                                             | 1954–1964                   | Im Jahr 1954 wurde das Kino in der Aula des ehemaligen Jahn-Realgymnasiums (Schulname von 1912 bis 1938) eröffnet, woraus sich sein Name ableitete. Zur Kinoeröffnung war in einer Tageszeitung zu lesen: „Als neues Filmtheater werden die Jahn-Lichtspiele am heutigen Freitag mit dem neuen DEFA-Film Kein Hüsung im Gebäude der XV. Grundschule, Lichtenberg, Marktstraße 2/3, eröffnet. Die Vorstellungen beginnen werktags um 17:30 und 20 Uhr, sonntags um 15, 17:30 und 20 Uhr.“ Die Schließung erfolgte zum 1. Juni 1964, als letzter Film lief vom 29. bis 31. Mai Drei Liebesbriefe aus Tirol. |
| Kammerspiele (Lage) | Rummelsburg, Weitlingstraße 33 (vor 1938 Wilhelmstraße)                                  | um 1940 bis 1962            | Das Kino wurde im März 1962 geschlossen. Im benachbarten Haus befand sich die Gaststätte Weitling-Eck, die sich danach passend zum Kino in Kinoklause umbenannte. Nach der politischen Wende in der DDR etablierte sich im Haus Weitlingstraße 33 ein Licht-Haus an der Ecke zur Margaretenstraße. Im November 2009 ist in die ehemaligen Kinoräume ein Fahrradladen eingezogen. |
| Kosmos-Lichtspiele (Lage) | Rummelsburg, Lückstraße 70                                                               | 1928 bis nach 1943 bis 1945 | Nach dem Zweiten Weltkrieg war die gesamte Häuserzeile zwischen Weitlingstraße und Lückstraße 73 zerstört und wurde enttrümmert. Noch zu Beginn des 21. Jahrhunderts ist das Grundstück eine Brache. |
| Mila-Lichtspiele; Liebig Kinotheater (1917), Emig (1918) später Union-Lichtspiele, Stadthaus-Lichtspiele (Lage)                                                                                | Rummelsburg, Stadthausstraße 5                                                           | 1917–1941                   | Als Liebigs Kinotheater wurde es 1917 eröffnet, durch mehrere Besitzerwechsel erhielt das Haus stets neue Namen. Der Gebäudeflügel mit der Hausnummer 5 wurde im Zweiten Weltkrieg zerstört und nicht wieder aufgebaut. |
| Park-Lichtspiele (Lage) | Lichtenberg, Parkaue 25                                                                  | 1946–1948                   | Das Kino bot 493 Sitzplätze. Das Schulhaus, in dem sich der Kinosaal befand, wurde 1949 zum Haus der Kinder und 1950 zum Zentralhaus der Jungen Pioniere (1961 bis 1990 Zentralhaus der Jungen Pioniere „German Titow“). |
| Reform-Theater (Lage) | Alt-Hohenschönhausen, Konrad-Wolf-Straße 76 (bis 1985 Berliner Straße)                   | 1911 bis nach 1945          | Das 1921er Adressbuch enthält die Eintragung Kinematographische Vorführungen unter der Adresse Berliner Straße 76 mit dem Namen Reform-Theater und Leuschner, M. Der entsprechende Gebäudekomplex ist ein Eckhaus an der (späteren) Sandinostraße. Es wurde nach Portalen unterschieden, in Portal II wohnte M. Leuschner, Kinobesitzer. Im Jahr 1930 hieß der Kinobesitzer W. Redell. Wie lange das Filmtheater bestand, ist nicht bekannt. Das Gebäude wurde im Krieg nicht beschädigt. |
| Ringbahn-Theater | Lichtenberg, Frankfurter Allee 115/117 (von 1954 bis 1961 Stalinallee 401) (Lage)        | 1949–1960                   | Das auch als Lichtenberger Ringbahntheater bekannte Kino befand sich auf der Nordseite der Frankfurter Allee, unmittelbar auf der Ostseite der Ringbahntrasse, und verfügte über 354 Sitzplätze (anfängliche Nummerierung 269). Die Vorführungen fanden täglich statt. Nachdem das Gebäude um 1960 beseitigt worden war, gab es bis nach 1990 hier nur eine ungepflegte Grünfläche. Erst um 1997 wurde an dieser Stelle das Ring-Center II erbaut, in dem sich aber kein Kino befindet. |
| Rio-Lichtspiele | Lichtenberg, Möllendorffstraße 14 (Lage)                                                 | um 1920 bis nach 1943       | Der Gebäudetrakt wurde am Ende des Zweiten Weltkriegs beschädigt und anschließend beseitigt. An seiner Stelle entstand in den 1970er Jahren eine reine Wohnzeile. |
| Schloß-Lichtspiele (1928) (Lage) | Friedrichsfelde, Einbecker Straße 119 (bis 1950: Wilhelmstraße 17a)                      | 1928–1980                   | Das eingeschossige Gebäude mit Pultdach entstand 1928 für die sich ausdehnende Gemeinde Friedrichsfelde. Die südliche Längsseite des Vorführraumes stand entlang der Einbecker Straße. Der Zuschauerraum war schräg abwärts führend und eine mit einem Glitzervorhang versehene Leinwand wurde (in den 1960er Jahren) zu den Kinovorstellungen mit einem melodischen Dreiklang aufgezogen. Im Jahr 1980 ließ die Lichtenberger Verwaltung das Kino wegen Baufälligkeit schließen; das Haus wurde 2009 abgerissen. |
| Schwarzer Adler | Lichtenberg, Frankfurter Allee 124–120 (südliche Seite; an der Ecke Gürtelstraße) (Lage) | 1914–1949                   | Das Geschäftshaus Schwarzer Adler mit der ersten Adresse Frankfurter Allee 99 verfügte über einen Ballsaal, in dem der Besitzer Richard Arnhold im Jahr 1914 einen Kinematographen-Vorführraum eröffnete. Im Jahr 1929 hatte ein neuer Besitzer den Kinoraum auf 500 Plätze erweitern lassen und gab ihm den Namen Lichtspielhaus Schwarzer Adler. Das Gebäude wurde zum Ende des Zweiten Weltkriegs stark beschädigt und dann abgerissen, die Fläche nach 1949 eingeebnet. An dieser Stelle entstand zu DDR-Zeiten das neue Wohngebiet Frankfurter Allee Süd (FAS). |
| Toni-Lichtspiele (Lage) | Lichtenberg, Normannenstraße 14                                                          | bis Anfang 1950er Jahre     | |
| Venus (1966); Uhu (um 1950), später Uhu-Filmbühne (Lage) | Alt-Hohenschönhausen, Degnerstraße 9                                                     | um 1950 bis 2003            | Das frühere Straßenbahndepot wurde nach Zerstörung im Zweiten Weltkrieg repariert und zu einem Kino umgebaut. Mit 586 Plätzen eröffnete es 1947 seinen Spielbetrieb. Das Kino wurde mehrfach umgebaut und modernisiert, nach 1990 auch reprivatisiert, musste jedoch im Jahr 2004 aus wirtschaftlichen Gründen geschlossen werden. Bisher (Stand im Juli 2016) gibt es für das Haus keine neue Nutzung. |
| Volkshaus (1946) Busch (1928) (Lage) | Lichtenberg, Alt-Friedrichsfelde 3 (1976–1992 Straße der Befreiung)                      | 1928–1992                   | Das Filmtheater hatte 1928 als Kino Busch eröffnet, Betreiber waren A. und E. Busch. Den Namen Volkshaus erhielt es 1946. Das Kino wurde 1992 geschlossen. Im Jahr 2009 fand eine Entkernung statt, anschließend wurde der Gebäuderest abgetragen. Seit dem Jahr 2016 entsteht auf der Fläche ein Mehrfamilienwohnhaus. |
| Vorwärts (1951) Capitol (um 1920) (Lage) | Karlshorst, Treskowallee 96, seit 1961 Hausnummer 115                                    | um 1920 bis 1990            | Das Kino, ein schmuckloser grau verputzter Einzelbau in unmittelbarer Nachbarschaft zum Bahnhof Karlshorst, hieß bis 1951 Capitol. Es diente 1948/1949 als Truppenkino der Sowjetarmee. Im August 1951 wurde es in Vorwärts umbenannt. Im April 1990 wurde das Kino geschlossen. Der Gebäudekomplex, in dem sich auch das Café Vorwärts befunden hatte, wurde 2001 abgerissen. Die Fläche wird bis 2017 mit einem Appartementhaus (Johann-Christian-Ludwig-Hellwig-Haus) neu bebaut. |